# Браунинг, Грег
Грегори Чарльз (Грег) Браунинг (англ. Gregory Charles (Greg) Browning, 14 февраля 1953) — австралийский хоккеист (хоккей на траве), полевой игрок. Серебряный призёр летних Олимпийских игр 1976 года.

## Биография
Грег Браунинг родился 14 февраля 1953 года.
В 1969—1983 годах играл в хоккей на траве за «Редклифф» из Квинсленда, затем был играющим тренером «Булимбы» и «Саут-Вест Юнайтед».
В 1969—1982 годах выступал за сборную Австралии.
В 1972 году вошёл в состав сборной Австралии по хоккею на траве на Олимпийских играх в Мюнхене, занявшей 5-е место. Играл в поле, провёл 7 матчей, забил 1 мяч в ворота сборной Мексики.
В 1976 году вошёл в состав сборной Австралии по хоккею на траве на Олимпийских играх в Монреале и завоевал серебряную медаль. Играл в поле, провёл 8 матчей, забил 1 мяч в ворота сборной Индии.
В 1980 году был включён в сборную Австралии на летних Олимпийских играх в Москве, однако Австралия бойкотировала их.
Участвовал в четырёх чемпионатах мира: в 1971 году в Барселоне, в 1973 году в Куала-Лумпуре, в 1978 году в Буэнос-Айресе (бронзовая медаль) и в 1982 году в Бомбее (серебряная медаль). В Трофее чемпионов выиграл серебро в 1978 году в Лахоре и в 1982 году в Амстелвене, бронзу в 1980 году в Карачи.
После окончания игровой карьеры стал тренером и селекционером в Квинсленде. Неоднократно выигрывал чемпионат Австралии с «Квинсленд Блейдс».

## Увековечение
В 2009 году введён в Спортивный зал славы Квинсленда.